# Amtsgericht Neustadt an der Aisch

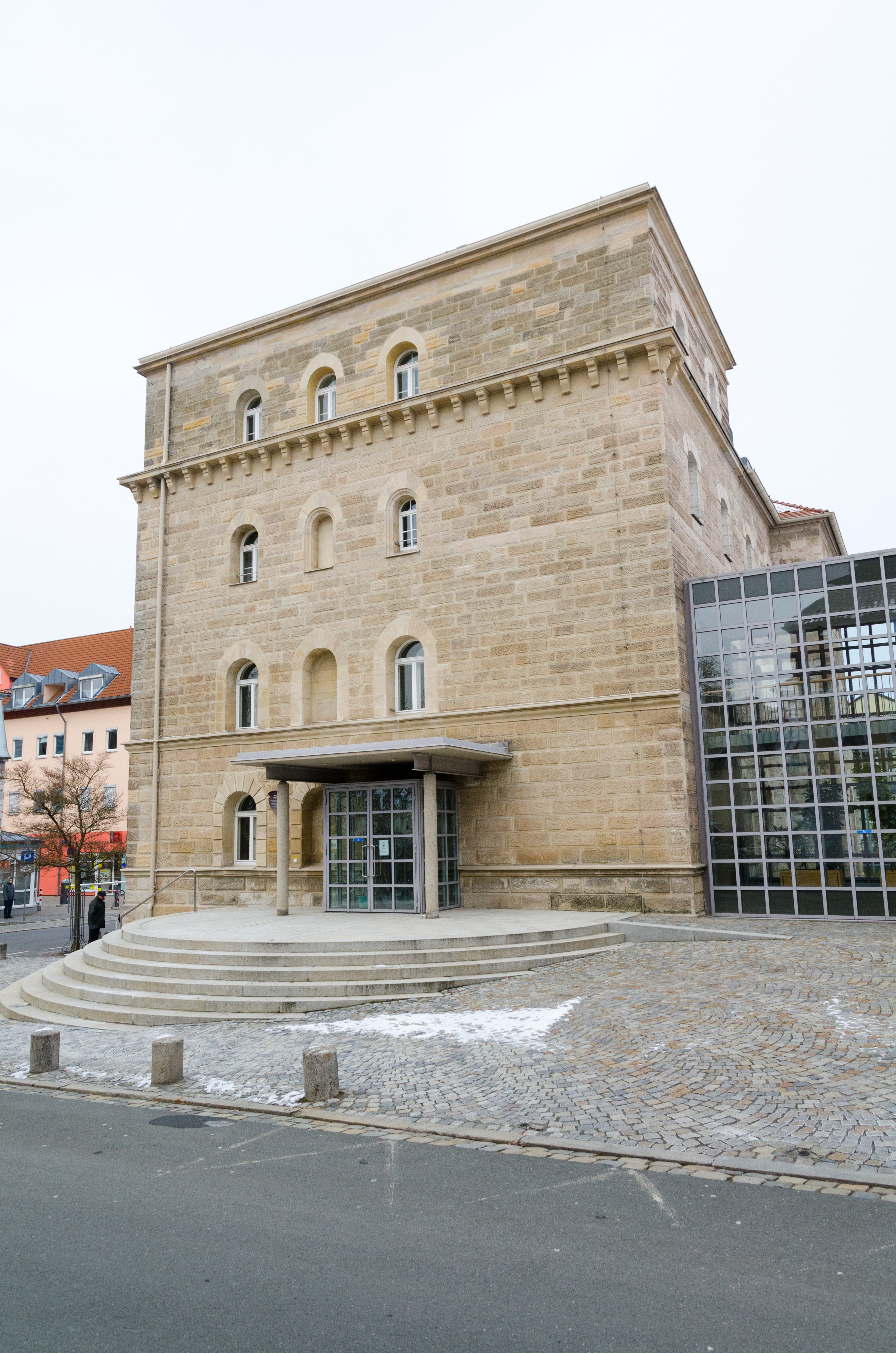
Haupteingang und verglaster Verbindungsflügel von der Gartenstraße her gesehen (2013)

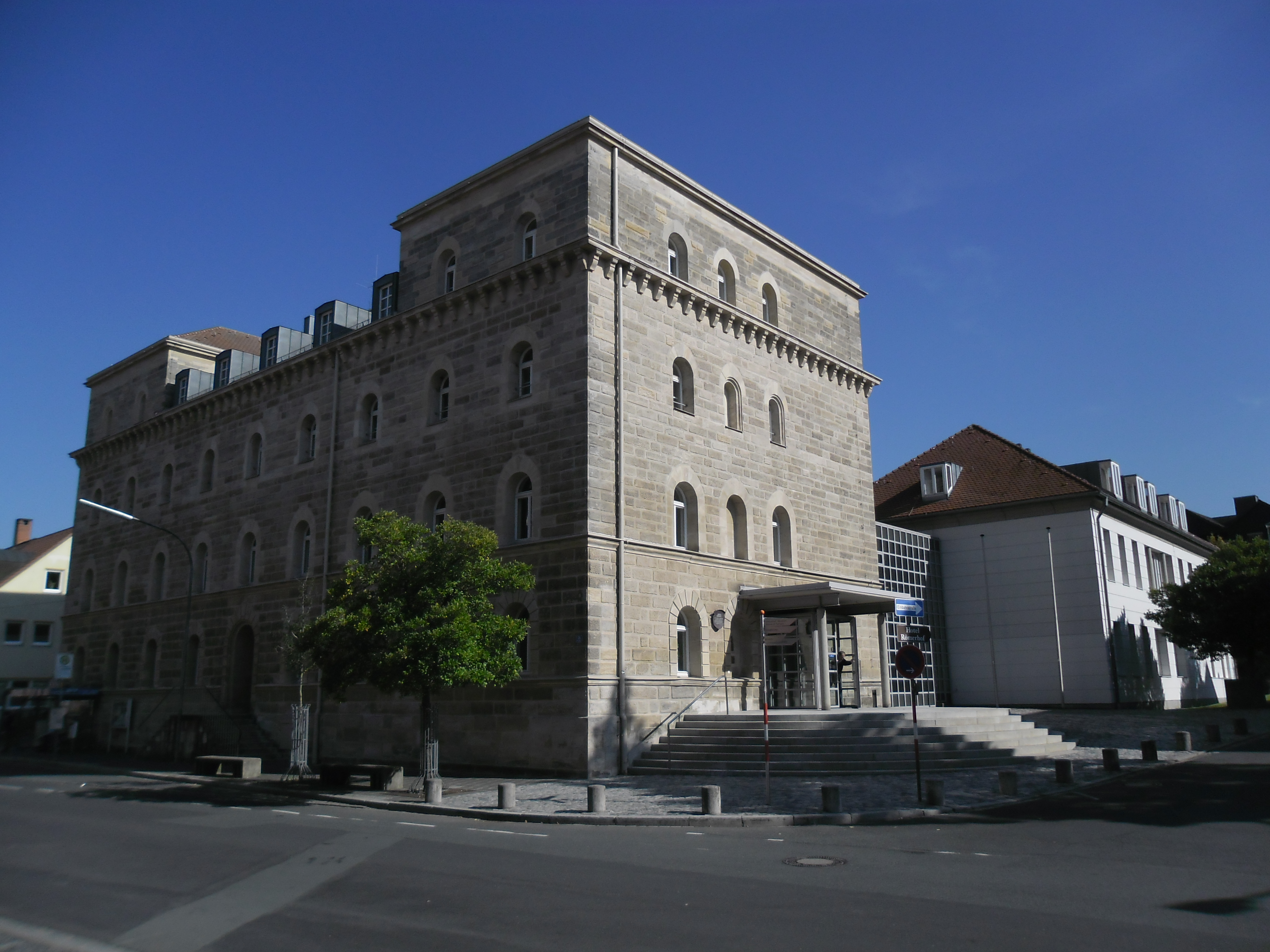
Ansicht von der Ecke Bamberger Straße/Gartenstraße im Westen (2013)

Das Amtsgericht Neustadt an der Aisch ist ein Gericht der ordentlichen Gerichtsbarkeit und eines von 73 Amtsgerichten in Bayern. Der Sitz des Gerichts befindet sich in der Bamberger Straße 28 in Neustadt an der Aisch.

## Geschichte
Der Vorläufer, das Landgericht Neustadt an der Aisch, war ein von 1812 bis 1879 bestehendes bayerisches Landgericht älterer Ordnung mit Sitz in Neustadt an der Aisch. Die Landgerichte waren im Königreich Bayern Gerichts- und Verwaltungsbehörden, die 1862 in administrativer Hinsicht von den Bezirksämtern und 1879 in juristischer Hinsicht von den Amtsgerichten abgelöst wurden. 1879 erfolgte durch das deutsche Gerichtsverfassungsgesetz die Umwandlung in ein Amtsgericht. 
Die Amtsgerichte Bad Windsheim, Scheinfeld und Uffenheim wurden mit Inkrafttreten des Gesetzes über die Organisation der ordentlichen Gerichte im Freistaat Bayern (GerOrgG) am 1. Juli 1973 aufgehoben. Die Verfahren und die Beschäftigten wurden dem Amtsgericht Neustadt an der Aisch zugeordnet. 
Der Gerichtsbezirk des Amtsgerichts Neustadt an der Aisch umfasst seitdem den heutigen Landkreis Neustadt an der Aisch-Bad Windsheim.

## Zuständigkeitsbereich
Der Amtsgerichtsbezirk erstreckt sich auf den gesamten Landkreis Neustadt an der Aisch-Bad Windsheim. In diesem leben rund 98.000 Menschen. Das Amtsgericht ist erstinstanzlich für Zivil-, Familien- und Strafsachen zuständig. 
Folgende Verfahren und Aufgaben werden von anderen Gerichten wahrgenommen:
- Bereitschaftsdienst (Amtsgericht Erlangen)
- Genossenschaftsregister (Amtsgericht Fürth)
- Handelsregister (Amtsgericht Fürth)
- Handelssachen (Landgericht Nürnberg-Fürth)
- Insolvenzverfahren (Amtsgericht Fürth)
- Landgerichtsarzt (Landgericht Nürnberg-Fürth)
- Landwirtschaftsverfahren (Amtsgericht Nürnberg)
- Zwangsversteigerung (Amtsgericht Fürth)
- Wirtschaftsstrafsachen (Landgericht Nürnberg-Fürth)
- Vereinsregister (Amtsgericht Fürth)

## Übergeordnete Gerichte
Dem Amtsgericht Neustadt an der Aisch ist das Landgericht Nürnberg-Fürth übergeordnet, welchem wiederum das Oberlandesgericht Nürnberg übergeordnet ist.

## Gerichtsgebäude
Das Gerichtsgebäude ist eine ehemalige Fronfeste. Der heutige, dreigeschossige, wuchtige Quaderbau mit Satteldach und viergeschossigen Schmalseiten mit flachen Walmdächern, profilierten Gurtbändern, Kranzgesims und Rundbogenformen der Florentiner Renaissance stammt von 1840/42. Umbauten erfolgten 1968 und 1987/90.